# Write Me Back
Write Me Back è l'undicesimo album discografico in studio del cantante statunitense R. Kelly, pubblicato nel 2012.

## Tracce
1. Love Is – 3:30
2. Feelin' Single – 3:29
3. Lady Sunday – 3:37
4. When a Man Lies – 3:36
5. Clipped Wings – 3:18
6. Believe That It's So – 6:09
7. Fool for You – 3:37
8. All Rounds on Me – 4:13
9. Believe in Me – 3:55
10. Green Light – 3:52
11. Party Jumpin' – 3:17
12. Share My Love – 3:43